# Sirikan Charoensiri
Sirikan Charoensiri, “June”, ativista e advogada de direitos humanos que se dedica ao acesso à justiça, ao julgamento imparcial e aos direitos civis e políticos na Tailândia. Juntamente com os seus colegas criaram a Thai Lawyers for Human Rights (Advogados Tailandeses para os Direitos Humanos) em 2014 com o intuito de disponibilizar ajuda legal a civis acusados em tribunais militares e aos que foram perseguidos pelo regime militar. 
Em 2017, Sirikan foi a primeira mulher a receber o prémio “The Voice of Rights” (“A Voz dos Direitos”) de Advogados para Advogados pelo seu compromisso inabalável com os direitos humanos na Tailândia, e foi uma das gratificadas com o prémio International Women of Courage (Mulheres Internacionais de Coragem), em 2018.
Sirikan Charoensiri foi homenageada pelo Governo da Suécia, na exposição itinerante "Mundo Igualitário do ponto de vista do género - um tributo a quem luta pelos Direitos das Mulheres", constituída por quinze retratos de autoria da fotógrafa sueca Anette Brolenius, de personalidades que se distinguiram pela luta da Igualdade de Género e Direitos das Mulheres. Esta exposição esteve pela primeira vez em Portugal, abrindo ao público no dia 2 de março de 2020, no concelho do Funchal, na Região Autónoma da Madeira.

1. ↑  «Gender equal world». Sharing Sweden (em inglês). Consultado em 3 de março de 2020